# تبعثر الدوران الضوئي
تبعثر الدوران الضوئي(بالإنجليزي: Optical rotatory dispersion) هو تغير محاور دوران الضوء في المادة وفقا لطوله الموجي ،فالموجات ذات طول موجي قصير تستدير بزاوية أكبر من زاوية دوران الموجات ذات طول موجي كبير.
ويمكن ملاحظة تبعثر دوران الضوئي : بإمرار ضوء أبيض في أسطوانة محلول السكروز الذي يؤدي تباين الأطوال الموجية عبر الأسطوانة وتكون قوس قزح .